# 19458 Legault
19458 Legault (1998 HE8) là một tiểu hành tinh vành đai chính được phát hiện ngày 21 tháng 4 năm 1998 bởi M. Boeuf ở Les Tardieux.